# 田町 (屏東市)

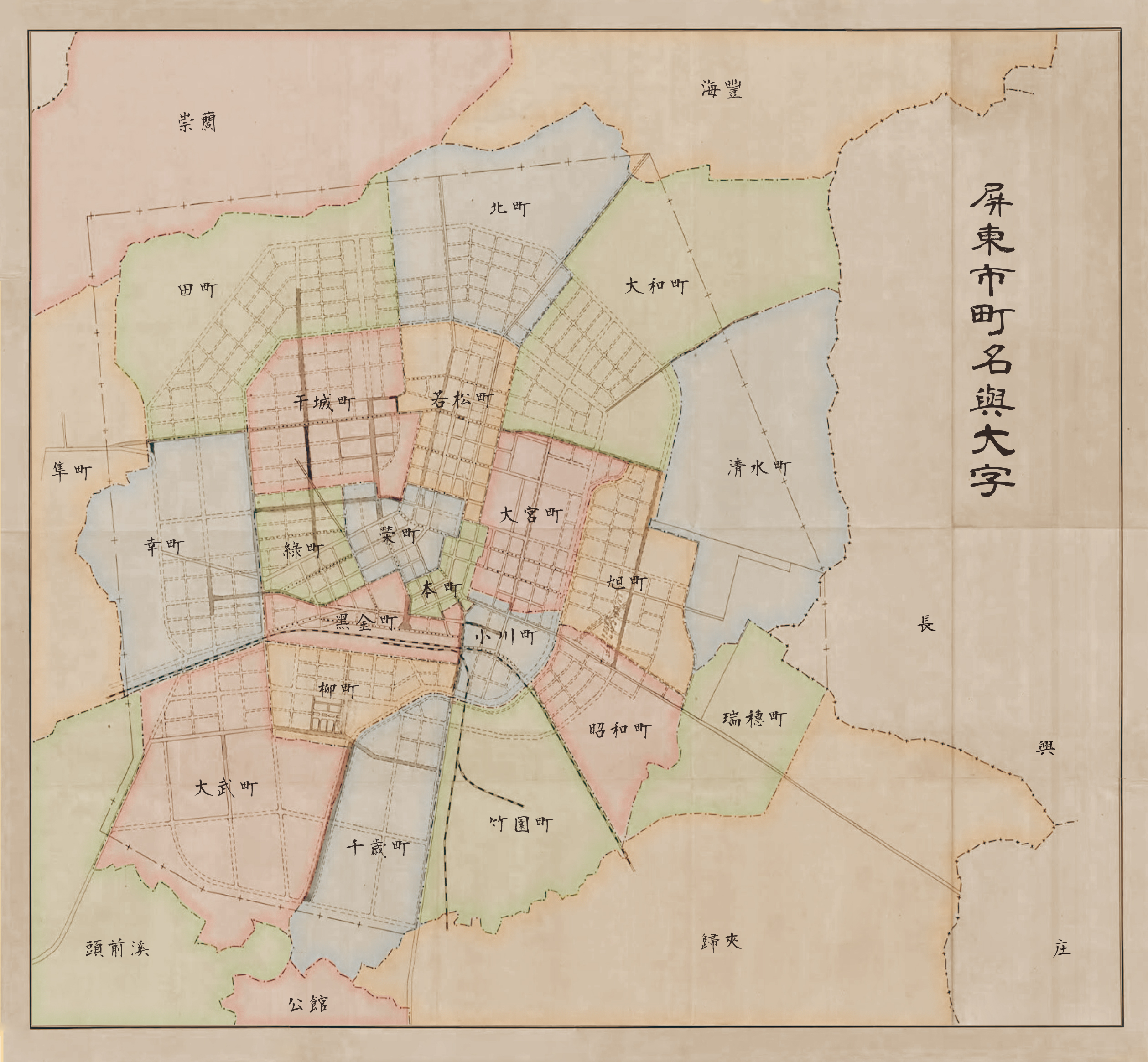
屏東市町名與大字

田町為屏東市在台灣日治時期的一個行政區，於1939年4月1日設立，為屏東市的21個町之一。田町的範圍約為現今地籍勝興段和洛陽段，大約為崇蘭里和潭墘里東側。

## 町內設施
- 崇蘭聚落